# Richard le Scrope
Richard le Scrope (v. 1350 – 8 juin 1405) est un ecclésiastique anglais devenu archevêque d'York. Malgré son statut d'ecclésiastique, Scrope est exécuté pour avoir comploté avec la Famille de Percy contre le roi Henri IV. 

## Biographie

### Famille
Il est le troisième fils d'Henry Scrope.

### Carrière
Scrope est nommé recteur de Northallerton en 1368, gardien de la chapelle du château de Tickhill, et en 1375, assistant de Thomas Arundel, évêque d'Ely. Il est ordonné diacre le 20 septembre 1376, et prêtre le 14 mars 1377. Il étudie les arts à Oxford, et reçoit en 1375 sa licence de droit civil. En 1378, il devient chancelier de l'université de Cambridge. En 1383, il devient docteur en droit civil et en droit canon à Cambridge.
De 1382 à 1386, Scrope est à Rome, servant en tant que chapelain du pape et auditeur de la Curie. En 1382, il est nommé diacre de Chichester. Bien que son élection en tant qu'évêque de Chichester en septembre 1385 soit bloquée par le roi Richard II, Scrope est nommé évêque de Lichfield le 18 août 1386, et consacré le lendemain par le pape Urbain VI à Gênes. Scrope prend possession de son diocèse le 29 juin 1387.
Scrope sert Richard II pour des missions diplomatiques. En 1378 et 1392, il négocie des trêves avec l'Écosse, et va à Rome en 1397 pour demander la canonisation d'Édouard II. Alors qu'il est à Rome, il est élu archevêque d'York le 15 mars 1398.
Bien qu'il n'ait pas participé à la chute de Richard II, il va recevoir l'abdication « volontaire » du roi le 29 septembre 1399. Scrope annonce le lendemain l'abdication et accompagne avec Thomas Arundel le prétendant au trône Henry Bolingbroke.

### Rébellion et exécution
Le 27 mai 1405, Scrope conduit une révolte contre le roi Henri IV aux côtés du comte de Norfolk, du comte de Northumberland et de Lord Bardolf. La rébellion est vouée à l'échec dès le départ car Northumberland échoue à capturer Ralph Neville, un solide partisan du roi. Scrope et Norfolk sont conviés le 29 mai à déposer les armes par Neville, qui leur annonce que leurs demandes seront accordées. Une fois leur armée dispersée, ils sont capturés.
Norfolk et Scrope sont emmenés au château de Pontefract en attendant le roi, qui arrive le 3 juin. Le Lord Chief Justice William Gascoigne refuse de les condamner à mort sans procès. Thomas Beaufort est chargé par le roi de les condamner à mort et ils sont exécutés le 8 juin pour trahison. 
Le pape Innocent VII excommunia tous ceux qui étaient impliqués dans l'exécution de Scrope. Henri IV fut cependant pardonné par Grégoire XII en 1407.